# دایو (ترانه اد شیرن)
«دایو» (به انگلیسی: Dive) ترانه‌ای از خواننده-ترانه‌نویس اهل بریتانیا اد شیرن است. این ترانه در سومین آلبوم استودیویی شیرن، ÷ (۲۰۱۷) قرار گرفت. ترانه پس از انتشار آلبوم به رتبه ۸ در جدول تک‌آهنگ‌های بریتانیا رسید.